# Rustam Șaripov
Rustam Șaripov (în ucraineană Рустам Шаріпов; n. 2 iunie 1971, Душанбе, Republica Sovietică Socialistă Tadjikă, URSS) este un gimnast artistic ce a reprezentat Ucraina, medaliat olimpic. A participat la două ediții ale Jocurilor Olimpice (1992, 1996) în care a câștigat două medalii de aur și una de bronz.